# Sentinel-1
Sentinel-1（センチネル-1）は欧州連合(EU)とヨーロッパ宇宙機関(ESA)の地球観測プログラム「コペルニクス計画」によって開発されている地球観測衛星である。Sentinel-1AおよびSentinel-1Bの2基からなる衛星コンステレーションとして、1Aは2014年4月3日に打ち上げられた。1Bの方は2016年4月25日に打ち上げられた。

## 概要
欧州連合はヨーロッパ宇宙機関と協力し、全地球的なリモートセンシング網を構築するコペルニクス計画（旧名称Global Monitoring for Environment and Security：GMES）を推進している。この宇宙政策の中心となる地球観測システムは、それぞれ異なる種類の観測機器を搭載したSentinel1～5の衛星シリーズであり、その最初のミッションであるSentinel-1は搭載した合成開口レーダーの観測によって地表と海洋の情報を24時間体制で供給する。
ESAは1991年にERS-1を打ち上げて以降、ERS-2やEnvisatなどによって海面・海氷面・地表面のマッピングを継続しており、Sentinel-1はこれらの先行するリモートセンシング衛星の任務のうちCバンド合成開口レーダー(SAR)の観測を引き継ぐことになる。取得されたデータは気候変動を含む様々な科学的研究、資源利用や環境保全、そして防災に役立てられる。また欧州連合はSentinel衛星の観測データを無料で公開することによって、リモートセンシングを活用した新たな産業の育成を図り、2030年までに5万件の雇用を生み出すことを目標としている。
2007年6月にタレス・アレーニア・スペースイタリアが主製造業者としてESAとの契約を結び、同社の衛星バスPRIMAを元にSentinel-1Aの開発製造を開始した。衛星は重量2.3トンの直方体で、打ち上げ後に長さ12.3mのアンテナアレイを展開する。設計寿命は7年でスラスタ燃料は12年分を搭載。Sentinel-1AとSentinel-1Bは, ともにギアナ宇宙センターからソユーズロケットで, それぞれ2014年4月3日と2016年4月25日に打ち上げられた。。
Sentinel-1AとSentinel-1Bは同一軌道面を互いに180度の位相差で周回することで観測の頻度を向上させる。
Xバンド送信機（520Mビット/s）を搭載し、スヴァールバルやアラスカなど複数の地上局に観測データを送信するが、Sentinel-1で1日に得られる観測データは1Tバイトを超えると見積もられており、この大量のデータを送るために光通信を併用する。ドイツのTesat Spacecom社が製造した光通信ターミナルによって静止軌道の欧州データ中継衛星(EDRS)へ1.8Gビット/sのデータを送信し、この光通信リレーを使って観測データの50％をダウンリンクさせる見込みとなってる。衛星のフライトオペレーションはドイツのダルムシュタットにある欧州宇宙運用センター(ESOC)が担当し、分析にかけられた観測データの運用管理はイタリアのフラスカーティに所在する欧州宇宙研究所(ESRIN)が行う。

## 搭載機器
- Cバンド合成開口レーダー C-SAR (C-band SAR instrument)

アクティブフェーズドアレイアンテナを備えたCバンド合成開口レーダー。レーダー波の中心周波数は5.405GHzで二重偏波での観測が可能。4種類の観測モードを持ち、最もレーダー波を絞ったStrip Mapモードでは解像度5mで観測幅が80km、広範囲の観測を行うExtra-wide Swathモードでは解像度20m×40mで観測幅が400kmとなる。EADS アストリアム社のドイツとイギリスの拠点がレーダー本体とサブシステムの開発を分担している。